# Barberino Val d'Elsa
Barberino Val d'Elsa är en ort och frazione i kommunen Barberino Tavarnelle i provinsen Florens i regionen Toscana i Italien. 
Barberino Val d'Elsa upphörde som kommun den 1 januari 2019 och bildade med den tidigare kommunen Tavarnelle Val di Pesa den nya kommunen Barberino Tavarnelle. Den tidigare kommunen hade 4 380 invånare (2018).